# 新加坡第十三屆國會
新加坡第13屆國會（英語：13th Parliament of Singapore）是新加坡自獨立以來的第十三屆國會，於2015年9月11日舉行大選後成立，並於2016年1月15日正式召開首次會議。該屆國會由人民行動黨主導，該黨在全國89個民選席位中贏得83席，繼續保有絕對多數地位，實現連續第十三屆執政。
主要反對黨為工人黨，共取得6席，並在國會中擔任官方反對黨角色。此外，根據《國會（非選區議員）條例》，共有3名非選區議員（NCMP）獲任，以補強反對黨聲音；另有9名官委議員（NMP）由總統依憲法委任，代表不同界別參與國會審議。
第13屆國會由哈莉瑪·雅各布擔任議長，直至2017年8月辭職參選總統；其後由张有福短暫代任，最終由陳川仁於同年9月正式當選為新議長。副議長一職由張有福持續擔任。

## 2015年選舉
2015年9月11日，新加坡舉行第13屆國會大選，所有89个民選議席均有競爭，選民投票率達約93.7%。
人民行動黨在此次選舉中獲得83席，較上一屆增加2席，以69.86%的全國普選得票率勝出，進一步鞏固執政地位。主打反對票的工人黨則取得6席，並依非選區議員制度額外補選3席，最終參與者包括6名民選反對議員與3名 NCMP。此外，有9名無黨籍官委議員（NMP）由總統委任進入國會，構成完整 101 席制度結構。
選後，國會於2016年1月15日召開首次議會，91名議員宣誓就職。整體而言，投票結果標誌著人民行動黨自1965年獨立以來的第14次國會執政。